# Microsoft PowerPoint
Microsoft PowerPoint este un program de birotică, produs de Microsoft face parte din suita de programe Microsoft Office, utilizat pentru efectuarea unor prezentări grafice. Programul are următoarele avantaje:
- Are același tip de interfață ca și celelalte aplicații din set și aceeași organizare a sistemului de meniuri și a barelor cu instrumente, ușurând procesul de învățare a operării cu interfața aplicației.
- Permite integrarea într-o prezentare a informațiilor create cu aplicațiile Word și Excel

## Funcționare
Prezentările PowerPoint constau dintr-un număr de pagini individuale sau "cadre" sau "slide"-uri. Diapozitivele pot conține text, grafică, sunet, filme, și alte obiecte, care pot fi aranjate în mod liber. Acestea pot fi create atât separat, cât și cu ajutorul unui șablon sau "Slide Master".
Prezentarea poate fi imprimată, afișată în direct pe un calculator, sau cu ajutorul unui proiector video.

## Istorie

### Creație la gândire preliminară (1984–1987)
PowerPoint a fost creat de Robert Gaskins și Dennis Austin la un software de pornire în Silicon Valley numit chibzuire, Inc  chibzuire a fost fondat în 1983 pentru a crea un mediu și aplicații integrate pentru viitoarele computere personale , care ar oferi o interfață grafică de utilizator, dar a întâmpinat dificultăți care necesită o „repornire” și un plan nou. 
La 5 iulie 1984, Forethought l-a angajat pe Robert Gaskins în funcția de vicepreședinte al dezvoltării produselor  pentru a crea o nouă aplicație care să fie potrivită în special noilor calculatoare grafice personale, precum Microsoft Windows și Apple Macintosh .  Gaskins a produs descrierea inițială a PowerPoint aproximativ o lună mai târziu (14 august 1984) sub forma unui document de 2 pagini intitulat „Grafică de prezentare pentru proiecția aeriană”.  Până în octombrie 1984, Gaskins îl selectase pe Dennis Austin ca dezvoltator pentru PowerPoint. Gaskins și Austin au lucrat împreună la definirea și proiectarea noului produs timp de aproape un an și au produs primul document cu specificații din 21 august 1985.  Acest prim document de proiectare a arătat un produs așa cum ar arăta în Microsoft Windows 1.0 ,  care în acel moment nu fusese eliberat. 
Dezvoltarea din această specificație a fost începută de Austin în noiembrie 1985, pentru Macintosh mai întâi.  Aproximativ șase luni mai târziu, la 1 mai 1986, Gaskins și Austin au ales un al doilea dezvoltator care să se alăture proiectului, Thomas Rudkin.  Gaskins au pregătit două documente de comercializare a specificațiilor finale ale produsului în iunie 1986; acestea au descris un produs atât pentru Macintosh, cât și pentru Windows.  Aproximativ în același timp, Austin, Rudkin și Gaskins au produs un al doilea și ultimul document major cu specificații de proiectare, de data aceasta prezentând un aspect Macintosh. 
De-a lungul acestei perioade de dezvoltare, produsul a fost numit „Prezentator”. Apoi, chiar înainte de eliberare, a avut loc un control de ultimă oră cu avocații Forethought pentru a înregistra numele ca marcă comercială, iar „Prezentator” a fost respins în mod neașteptat, deoarece a fost deja folosit de altcineva. Gaskins spune că s-a gândit la „PowerPoint”, pe baza obiectivului produsului de „împuternicire” a prezentatorilor individuali, și a trimis acel nume avocaților pentru autorizare, în timp ce toată documentația a fost revizuită în grabă. 
Finanțarea pentru dezvoltarea completă a PowerPoint a fost asigurată la mijlocul lunii ianuarie 1987, când un nou fond de capital de risc Apple Computer, numit Apple's Strategic Investment Group,  selectat PowerPoint pentru a fi prima sa investiție.  O lună mai târziu, la 22 februarie 1987, Forethought a anunțat PowerPoint la Personal Computer Forum din Phoenix; John Sculley , CEO-ul Apple, a apărut la anunț și a spus „Vedem prezentarea desktop ca fiind o piață mai mare pentru Apple decât publicarea pe computer”. 
PowerPoint 1.0 pentru Macintosh a fost livrat din fabricație pe 20 aprilie 1987, iar prima serie de 10.000 de unități a fost epuizată. 

### Achiziție de către Microsoft (1987-1992)
La începutul anului 1987, Microsoft începea să planifice o nouă aplicație pentru a crea prezentări, activitate condusă de Jeff Raikes , care era șef de marketing pentru Divizia de aplicații.  Microsoft a atribuit un grup intern să scrie o specificație și să planifice un nou produs de prezentare.  Ei aveau în vedere o achiziție pentru a accelera dezvoltarea și, la începutul anului 1987, Microsoft a trimis o scrisoare de intenție pentru a achiziționa produsul lui Dave Winer numit MORE , un program de schiță care ar putea tipări schițele sale sub formă de diagrame. În timpul acestei activități pregătitoare, Raikes a descoperit că un program special pentru a face prezentări generale a fost deja dezvoltat de Forethought, Inc. și că a fost aproape finalizat.  Raikes și alții au vizitat Forethought la 6 februarie 1987, pentru o demonstrație confidențială. 

Mai târziu, Raikes i-a relatat reacției sale la PowerPoint și raportul său despre Bill Gates , care inițial era sceptic: 
M-am gândit „software pentru a face cheltuieli generale - asta este o idee grozavă”. M-am întors să-l văd pe Bill. I-am spus: „Bill, cred că ar trebui să facem asta;” iar Bill a spus: „Nu, nu, nu, nu, nu, nu, aceasta este doar o caracteristică a Microsoft Word, doar pune-o în Word”. ... Și am tot spus: „Bill, nu, nu este doar o caracteristică a Microsoft Word, este un întreg gen al modului în care oamenii fac aceste prezentări.” Și, după meritul său, el m-a ascultat și, în cele din urmă, mi-a permis să merg mai departe și ... să cumpăr această companie din Silicon Valley numită Forethought, pentru produsul cunoscut sub numele de PowerPoint.
Când PowerPoint a fost lansat de Forethought, presa inițială a fost favorabilă; Wall Street Journal a raportat cu privire la reacțiile timpurii: " «Eu văd despre un produs de un an am obține acest entuziasmați» , spune Amy Wohl, un consultant în Bala Cynwyd, Pa„Oamenii vor cumpăra un Macintosh doar pentru a avea acces la acest produs. . ' " 

La 28 aprilie 1987, la o săptămână după livrare, un grup de directori Microsoft au petrecut o altă zi la Forethought pentru a afla despre vânzările inițiale PowerPoint pe Macintosh și despre planurile pentru Windows.  A doua zi, Microsoft a trimis o scrisoare lui Dave Winer retrăgând scrisoarea de intenție anterioară de a-și achiziționa compania  iar la mijlocul lunii mai 1987 Microsoft a trimis o scrisoare de intenție de a dobândi Forethought.  După cum sa solicitat în acea scrisoare de intenție, Robert Gaskins de la Forethought a mers la Redmond pentru o întâlnire individuală cu Bill Gates la începutul lunii iunie 1987  și până la sfârșitul lunii iulie a fost încheiat un acord pentru o achiziție. New York Times a raportat: 
... 30 iulie 1987— Microsoft Corporation a anunțat astăzi prima sa achiziție de software semnificativă, plătind 14 milioane de dolari [31,9 milioane de dolari în termenii actuali  ] pentru Forethought Inc. din Sunnyvale, California. Forethought realizează un program numit PowerPoint care permite utilizatorii de computere Apple Macintosh pentru a realiza folii transparente sau diagrame. ... [Achiziția Forethought este prima semnificativă pentru Microsoft, care are sediul în Redmond, Washington. Prevenirea va rămâne în Sunnyvale, oferind Microsoft prezența Silicon Valley. Unitatea va fi condusă de Robert Gaskins, vicepreședintele Forethought pentru dezvoltarea produselor.
Presedintele Microsoft Jon Shirley a oferit motivația Microsoft pentru achiziționarea: „ «. Am făcut această afacere în primul rând datorită credinței noastre în prezentări desktop ca o categorie de produse ... chibzuire a fost primul pe piață cu un produs în această categorie » “ 
Microsoft a înființat în cadrul Diviziei sale de aplicații o „unitate de afaceri grafică” independentă pentru a dezvolta și comercializa PowerPoint, primul grup de aplicații Microsoft îndepărtat de locația principală din Redmond.  Toți oamenii PowerPoint din Forethought s-au alăturat Microsoft, iar noua locație a fost condusă de Robert Gaskins, cu Dennis Austin și Thomas Rudkin lider în dezvoltarea.  PowerPoint 1.0 pentru Macintosh a fost modificat pentru a indica noua proprietate Microsoft și a continuat să fie vândut. 
Un nou PowerPoint 2.0 pentru Macintosh, care adăuga diapozitive color de 35 mm, a apărut la mijlocul anului 1988  și a primit din nou recenzii bune.  Același produs PowerPoint 2.0 re-dezvoltat pentru Windows a fost livrat doi ani mai târziu, la mijlocul anului 1990, în același timp cu Windows 3.0 .  O mare parte din tehnologia culorilor a fost rodul unui parteneriat de dezvoltare comun cu Genigraphics , la acea vreme compania dominantă de servicii de prezentare. 
PowerPoint 3.0, care a fost livrat în 1992 atât pentru Windows, cât și pentru Mac, a adăugat videoclipuri live pentru proiectoare și monitoare, rezultând că PowerPoint a fost ulterior folosit pentru prezentarea prezentărilor, precum și pentru pregătirea acestora. Aceasta a fost la început o alternativă la folii transparente și diapozitive de 35 mm, dar în timp ar veni să le înlocuiască. 

### Parte din Microsoft Office (din 1993)
Vezi și: Istoricul Microsoft Office
PowerPoint a fost inclus în Microsoft Office de la început. PowerPoint 2.0 pentru Macintosh a făcut parte din primul pachet Office pentru Macintosh, oferit la mijlocul anului 1989.  Când a apărut PowerPoint 2.0 pentru Windows, un an mai târziu, a făcut parte dintr-un pachet Office similar pentru Windows, care a fost oferit la sfârșitul anului 1990.  Ambele au fost promoții de pachet, în care aplicațiile independente au fost împachetate împreună și oferit la un preț total mai mic. 
PowerPoint 3.0 (1992) a fost din nou specificat și dezvoltat separat  și a fost promovat în mod vizibil și vândut separat de Office.  A fost, ca și până acum, inclus în Microsoft Office 3.0 , atât pentru Windows, cât și versiunea corespunzătoare pentru Macintosh. 

Un plan pentru a integra mai bine aplicațiile în sine a fost indicat încă din februarie 1991, spre sfârșitul dezvoltării PowerPoint 3.0, într-o notă internă de Bill Gates: 
O altă întrebare importantă este ce porțiune din vânzările aplicațiilor noastre în timp va fi un set de aplicații față de un singur produs. ... Vă rugăm să presupuneți că rămânem înaintea integrării familiei noastre împreună în evaluarea strategiilor noastre viitoare - echipele de produse VOR livra acest lucru. ... Cred că ar trebui să poziționăm „BIROUL” drept cea mai importantă aplicație a noastră.
Trecerea de la gruparea produselor separate la dezvoltarea integrată a început cu PowerPoint 4.0, dezvoltat în 1993-1994 sub noua conducere de la Redmond.  Grupul PowerPoint din Silicon Valley a fost reorganizat din „Graphics Business Unit” (GBU) independent pentru a deveni „Graphics Product Unit” (GPU) pentru Office, iar PowerPoint 4.0 s-a schimbat pentru a adopta o interfață de utilizator convergentă și alte componente partajate cu celelalte aplicații din Office. 
Când a fost lansat, presa computerului a raportat modificarea în mod aprobator: „PowerPoint 4.0 a fost reproiectat de la capăt pentru a semăna și a lucra cu cele mai recente aplicații din Office: Word 6.0, Excel 5.0 și Access 2.0. Integrarea este atât de bine, va trebui să căutați de două ori pentru a vă asigura că rulați PowerPoint și nu Word sau Excel. "  Integrarea Office a fost subliniată în continuare în următoarea versiune, PowerPoint 95, căreia i s-a dat numărul de versiune PowerPoint 7.0 (trecând peste 5.0 și 6.0), astfel încât toate componentele Office să aibă același număr de versiune majoră. 
Deși până în prezent PowerPoint a devenit parte a produsului integrat Microsoft Office, dezvoltarea sa a rămas în Silicon Valley. Versiunile de PowerPoint a introdus Reușita modificări importante, în special versiunea 12.0 (2007) , care a avut un oficiu „foarte diferit în comun panglică “ interfață de utilizator, precum și un nou partajat format de fișier bazat pe XML de birou .  Aceasta a marcat cea de-a 20-a aniversare a PowerPoint, iar Microsoft a organizat un eveniment pentru a comemora acea aniversare în campusul său din Silicon Valley pentru echipa PowerPoint de acolo. Invitați speciali au fost Robert Gaskins, Dennis Austin și Thomas Rudkin, iar vorbitorul prezentat a fost Jeff Raikes, toți de la PowerPoint 1.0 zile, cu 20 de ani înainte. 
De atunci, dezvoltarea majoră a PowerPoint ca parte a Office a continuat. Noile tehnici de dezvoltare (partajate în Office) pentru PowerPoint 2016 au făcut posibilă livrarea versiunilor PowerPoint 2016 pentru Windows, Mac, iOS, Android și acces web aproape simultan, [ necesitate citare ] și lansarea de noi funcții într-un program aproape lunar .  Dezvoltarea PowerPoint este încă efectuată în Silicon Valley începând cu 2017 . 
În 2010, Jeff Raikes, care a fost cel mai recent președinte al Diviziei de afaceri a Microsoft (inclusiv responsabilitatea pentru Office),  observat: „bineînțeles, astăzi știm că PowerPoint este deseori de două ori - sau în unele cazuri chiar și numărul unu - instrumentul cel mai utilizat "printre aplicațiile din Office. 

### Vânzări și cote de piață
Vânzările inițiale ale PowerPoint au fost de aproximativ 40.000 de exemplare vândute în 1987 (în nouă luni), aproximativ 85.000 de exemplare în 1988 și aproximativ 100.000 de exemplare în 1989, toate pentru Macintosh. Cota de piață a PowerPoint în primii trei ani reprezenta o mică parte din piața totală a prezentărilor, care era puternic dominată de aplicațiile MS-DOS de pe PC-uri. Liderii pieței pe MS-DOS în 1988-1989 au fost Harvard Graphics (lansat de Software Publishing în 1986) pe primul loc și Lotus Freelance Plus (lansat și el în 1986) pe locul al doilea. Aceștia concurau cu mai mult de o duzină de alte produse de prezentare MS-DOS, iar Microsoft nu a dezvoltat o versiune PowerPoint pentru MS-DOS. După trei ani, vânzările PowerPoint erau dezamăgitoare. Jeff Raikes, care cumpărase PowerPoint pentru Microsoft, își amintea mai târziu: „Până în 1990, se părea că nu era o idee foarte inteligentă [ca Microsoft să fi achiziționat PowerPoint], deoarece nu foarte mulți oameni foloseau PowerPoint”. 
Acest lucru a început să se schimbe când prima versiune pentru Windows, PowerPoint 2.0, a adus vânzări de aproximativ 200.000 de exemplare în 1990 și aproximativ 375.000 de exemplare în 1991, unitățile Windows depășind Macintosh. PowerPoint a vândut aproximativ 1 milion de exemplare în 1992, dintre care aproximativ 80% erau pentru Windows și aproximativ 20% pentru Macintosh. În 1992, cota de piață PowerPoint din vânzările mondiale de programe grafice de prezentare a fost raportată la 63%. Până în ultimele șase luni ale anului 1992, veniturile PowerPoint erau de peste 100 de milioane de dolari anual (228 milioane de dolari în termenii actuali).
Vânzările PowerPoint 3.0 s-au dublat la aproximativ 2 milioane de exemplare în 1993, dintre care aproximativ 90% au fost pentru Windows și aproximativ 10% pentru Macintosh. În 1993, cota de piață PowerPoint din vânzările de software de prezentare la nivel mondial a fost raportată la 78%. În ambii ani, aproximativ jumătate din veniturile totale proveneau din vânzări în afacerea internațională.
Până în 1997, vânzările PowerPoint s-au dublat din nou, ajungând la peste 4 milioane de exemplare anual, reprezentând 85% din piața mondială. Tot în 1997, o publicație internă a grupului PowerPoint menționa că până atunci erau în uz peste 20 de milioane de exemplare ale PowerPoint și că veniturile totale din PowerPoint în primii zece ani (1987-1996) depășiseră deja 1 miliard de dolari.
De la sfârșitul anilor 1990, cota de piață PowerPoint din totalul software-ului de prezentare mondial a fost estimată la 95%, atât din surse din industrie, cât și din cele academice.

## PowerPoint pentru web
PowerPoint pentru web este o versiune ușoară gratuită a Microsoft PowerPoint disponibilă ca parte a Office pe web, care include și versiuni web ale Microsoft Excel și Microsoft Word.
PowerPoint pentru web nu acceptă inserarea sau editarea diagrame, ecuații sau audio sau video stocate pe computerul dvs., dar toate sunt afișate în prezentare dacă au fost adăugate folosind o aplicație desktop. Unele elemente, cum ar fi efectele WordArt sau animațiile și tranzițiile mai avansate, nu sunt deloc afișate, deși sunt păstrate în document. PowerPoint pentru web nu are, de asemenea, vizualizările Outline, Master, Slide Sorter și Presenter prezente în aplicația desktop, precum și cu opțiuni de imprimare limitate. 

## Versiuni
| Data            | Nume                                  | Versiune | Sistem                             | Comentarii                                                                                              |
| --------------- | ------------------------------------- | -------- | ---------------------------------- | --- |
| Aprilie 1987    | Power Point                           | 1.0      | Macintosh                          | Expediat de Forethought, Inc.                                                                           |
| Octombrie 1987  | Power Point                           | 1,01     | Macintosh                          | Reetichetat și livrat de Microsoft                                                                      |
| Mai 1988        | Power Point                           | 2.0      | Macintosh                          | |
| Decembrie 1988  | Power Point                           | 2.01     | Macintosh                          | S-au adăugat software și servicii Genigraphics                                                          |
| Mai 1990        | Power Point                           | 2.0      | Windows                            | Anunțat cu Windows 3.0, numerotat pentru a se potrivi cu versiunea contemporană Macintosh               |
| Mai 1992        | Power Point                           | 3.0      | Windows                            | Anunțat cu Windows 3.1                                                                                  |
| Septembrie 1992 | Power Point                           | 3.0      | Macintosh                          | |
| Februarie 1994  | Power Point                           | 4.0      | Windows                            | |
| Octombrie 1994  | Power Point                           | 4.0      | Macintosh                          | Nativ pentru Power Mac                                                                                  |
| Iulie 1995      | PowerPoint 95                         | 7.0      | Windows                            | Versiunile 5.0 și 6.0 au fost omise pe Windows, deci toate aplicațiile din Office 95 au fost 7.0        |
| Ianuarie 1997   | PowerPoint 97                         | 8.0      | Windows                            | |
| Martie 1998     | PowerPoint 98                         | 8.0      | Macintosh                          | Versiunile 5.0, 6.0 și 7.0 au fost omise pe Macintosh, pentru a se potrivi cu Windows                   |
| Iunie 1999      | PowerPoint 2000                       | 9.0      | Windows                            | |
| August 2000     | PowerPoint 2001                       | 9.0      | Macintosh                          | |
| Mai 2001        | PowerPoint XP                         | 10.0     | Windows                            | |
| Noiembrie 2001  | PowerPoint v. X                       | 10.0     | Macintosh                          | |
| Octombrie 2003  | PowerPoint 2003                       | 11.0     | Windows                            | |
| Iunie 2004      | PowerPoint 2004                       | 11.0     | Macintosh                          | |
| Mai 2005        | PowerPoint Mobile                     | 11.0     | Windows Mobile 5                   | |
| Ianuarie 2007   | PowerPoint 2007                       | 12.0     | Windows                            | Sfârșitul asistenței 10 octombrie 2017                                                                  |
| Septembrie 2007 | PowerPoint Mobile                     | 12.0     | Windows Mobile 6                   | |
| Ianuarie 2008   | PowerPoint 2008                       | 12.0     | Macintosh                          | |
| Iunie 2010      | PowerPoint 2010                       | 14.0     | Windows                            | Versiunea 13.0 a fost omisă pentru probleme de triskaidekaphobia                                        |
| Iunie 2010      | Aplicația web PowerPoint 2010         | 14.0     | Web                                | |
| Iunie 2010      | PowerPoint Mobile 2010                | 14.0     | Windows Phone 7                    | |
| Noiembrie 2010  | PowerPoint 2011                       | 14.0     | Macintosh                          | Versiunea 13.0 a fost omisă pentru probleme de triskaidekaphobia Sfârșitul asistenței 10 octombrie 2017 |
| Aprilie 2012    | PowerPoint Mobile 2010                | 14.0     | Nokia Symbian                      | |
| Octombrie 2012  | PowerPoint Web App 2013               | 15.0     | Web                                | |
| Noiembrie 2012  | PowerPoint Mobile 2013                | 15.0     | Windows Phone 8                    | |
| Noiembrie 2012  | PowerPoint RT 2013                    | 15.0     | Windows RT                         | |
| Ianuarie 2013   | PowerPoint 2013                       | 15.0     | Windows                            | |
| Iunie 2013      | PowerPoint Mobile 2013 pentru iPhone  | 15.0     | iPhone                             | |
| Iulie 2013      | PowerPoint Mobile 2013 pentru Android | 15.0     | Android                            | |
| Februarie 2014  | PowerPoint 2013 online                | 15.0     | Web                                | |
| Martie 2014     | PowerPoint 2013 pentru iPad           | 15.0     | iPad                               | |
| Noiembrie 2014  | PowerPoint Mobile 2013 pentru iOS     | 15.0     | iOS                                | |
| Iunie 2015      | PowerPoint Mobile 2016 pentru Android | 16.0     | Android                            | |
| Iulie 2015      | PowerPoint 2016 pentru Macintosh      | 16.0     | Macintosh                          | Nu a existat PowerPoint 2013 pentru Mac. A fost versiunea 15.0 din iulie 2015 până în ianuarie 2018.    |
| Iulie 2015      | PowerPoint Mobile 2016                | 16.0     | Windows 10 Mobile                  | |
| Iulie 2015      | PowerPoint Mobile 2016 pentru iOS     | 16.0     | iOS                                | |
| Septembrie 2015 | PowerPoint 2016 pentru Windows        | 16.0     | Windows                            | |
| Ianuarie 2018   | PowerPoint 2016 pentru Windows Store  | 16.0     | Windows                            | |
| 2018            | PowerPoint 2019                       | 17.0     | Windows și alte sisteme de operare | |
| Data            | Nume                                  | Versiune | Sistem                             | Comentarii                                                                                              |

PowerPoint 1.0
Pentru Macintosh: aprilie 1987
Inovații incluse: diapozitive multiple într-un singur fișier, organizarea diapozitivelor cu o vedere de sortare diapozitive și o vizualizare a titlului (precursorul vizualizării conturului), pagini de note ale vorbitorilor atașate fiecărui diapozitiv, tipărirea fișelor de public cu mai multe diapozitive pe pagină, text cu conturare stiluri și formatare completă a procesorului de text, forme grafice cu text atașat pentru desenarea diagramelor și tabelelor.  De asemenea, a fost livrat cu o carte legată ca manual.
„A produs folii transparente pe un Macintosh alb-negru pentru imprimarea cu laser. Prezentatorii își puteau controla în mod direct propriile cheltuieli generale și nu ar mai trebui să lucreze prin persoana cu mașina de scris. PowerPoint s-a ocupat de sarcina ca toate cheltuielile să arate la fel. ; o schimbare le reformatează pe toate. Fonturile tipografice au fost mai bune decât un tip de tip Orator, iar diagrame și diagrame ar putea fi importate din MacDraw, MacPaint și Excel, datorită noului clipboard Mac. "
Cerințe de sistem: (Mac) Macintosh original sau o versiune superioară, System 1.0 sau o versiune ulterioară, 512K RAM.
PowerPoint 2.0
Pentru Macintosh: mai 1988;  pentru Windows: mai 1990
Face parte din Microsoft Office pentru Mac și Microsoft Office pentru Windows . Inovațiile au inclus: culoare, mai multe funcții de procesare a textului, găsire și înlocuire, verificare ortografică, scheme de culori pentru prezentări, ghid de selecție a culorilor, capacitate de a schimba schema de culori retrospectiv, colorare umbrită pentru umpluturi.
„A adăugat diapozitive color de 35 mm, transmițând fișierul rezultat peste un modem către Genigraphics pentru imagistica pe înregistratoarele de filme Genigraphics și prelucrarea fotografiilor în laboratoarele Genigraphics peste noapte. Genigraphics a fost cel mai important birou de servicii profesionale, după ce și-a dezvoltat propriul PDP Digital Equipment Corp. -11 sisteme informatice pentru artiștii săi. După o scurtă perioadă de timp, însă, Genigraphics a trecut la PowerPoint. "
Cerințe de sistem: (Mac) Macintosh original sau mai bun, sistem 4.1 sau mai mare, 1 MB RAM. (Windows) 286 PC sau mai nou, Windows 3.0, 1 MB RAM.
PowerPoint 3.0
Pentru Windows, mai 1992;  pentru Mac: septembrie 1992
Face parte din Microsoft Office pentru Windows 3.0 și Microsoft Office pentru Mac 3.0 . Inovații incluse: prima aplicație concepută exclusiv pentru noua platformă Windows 3.1, suport complet pentru fonturile TrueType (nou în Windows 3.1), șabloane de prezentare, editare în vizualizarea conturului, desen nou, inclusiv instrument de formă liberă, forme automate, flip, rotire, scalare, aliniați și transformați imaginile importate în primitivele lor de desen pentru a le face editabile, tranziții între diapozitive în prezentarea de diapozitive, versiuni progresive, încorporând sunet și video.  Animațiile includeau „gloanțe zburătoare”, unde punctele de glonț „zburau” în diapozitiv una câte una, și era inclus un anumit grad de suport Pen Computing.
„A adăugat ieșire video pentru a alimenta noile proiectoare video, cu efecte care ar putea înlocui o bancă de proiectoare de diapozitive sincronizate. Această versiune a adăugat estompări, dizolvări și alte tranziții, precum și animație de text și imagini și ar putea încorpora clipuri video cu sunet sincronizat. "
Cerințe de sistem: (Windows) 286 PC sau o versiune ulterioară, Windows 3.1, 2 MB RAM. (Mac) Macintosh Plus sau mai bun, System 7 sau o versiune ulterioară, 4 MB RAM.
PowerPoint 4.0
Pentru Windows: februarie 1994;  pentru Mac: octombrie 1994
Parte din Microsoft Office pentru Windows 4.0 și Microsoft Office pentru Mac 4.2 . Inovațiile au inclus: autolayouts, tabele Word, modul de repetiție, diapozitive ascunse și „Expertul de conținut automat”.
Am introdus un aspect standard „Microsoft Office” (partajat cu Word și Excel), cu bara de stare, bare de instrumente, sfaturi de instrumente. OLE 2.0 complet cu activare în loc.
Cerințe de sistem: (Windows) 386 PC sau o versiune ulterioară, Windows 3.1, 8 MB RAM. (Mac) 68020 Mac sau o versiune superioară, System 7 sau o versiune ulterioară, 8 MB RAM.
PowerPoint 7.0
Pentru Windows: iulie 1995
Face parte din Microsoft Office pentru Windows 95 . Inovațiile au inclus: noi efecte de animație, curbe și texturi reale, vizualizare alb-negru, corecție automată, inserare simbol, funcții de asistență pentru întâlniri, cum ar fi „Meeting Minder”.
"O rescriere completă a produsului de la bază în C ++, model de obiect complet cu programabilitate internă VBA ."
Cerințe de sistem: (Windows) 386 DX PC sau o versiune ulterioară, Windows 95, 6 MB RAM.
PowerPoint 8.0
Pentru Windows: ianuarie 1997;  pentru Mac: martie 1998
Face parte din Microsoft Office pentru Windows 97 și Microsoft Office 98 Macintosh Edition . Inovațiile au inclus: „Office Assistant”, comprimarea fișierelor, salvarea în HTML, „Pack and Go”, „AutoClipArt”, GIF-uri transparente.
Cerințe de sistem: (Windows) 486 PC sau mai mare, 8 MB RAM. (Mac) PowerPC Mac sau mai bine, 16 MB RAM.
PowerPoint 9.0
Pentru Windows: iunie 1999;  pentru Mac: august 2000
Face parte din Microsoft Office pentru Windows 2000 și Microsoft Office pentru Mac 2001 . Inovații incluse: vizualizare „browser” cu trei panouri (listă selectabilă de miniaturi sau titluri de diapozitive, diapozitiv mare mare, note), text de ajustare automată, tabele reale, conferințe de prezentare, salvare pe web, gloanțe foto, GIF-uri animate, fonturi aliasate.
Cerințe de sistem: (Windows) Pentium 75MHz +, Windows 95 sau o versiune ulterioară, 20 MB RAM. (Mac) PowerPC Mac 120MHz + sau mai bine, MacOS 8.5 sau o versiune ulterioară, minim 48 MB RAM.
PowerPoint 10.0
Pentru Windows: mai 2001;  pentru Mac: noiembrie 2001
Face parte din Microsoft Office pentru Windows XP și Microsoft Office pentru Mac vX . Inovații incluse: instalarea de pe web, majoritatea imaginilor clipart pe web, utilizarea Exchange și SharePoint pentru stocare și colaborare.
Cerințe de sistem: (Windows) Pentium III, Windows 98 sau o versiune ulterioară, 40 MB RAM.  (Mac) OS X 10.1 („Puma”) sau o versiune ulterioară (nu va rula sub OS 9).
PowerPoint 11.0
Pentru Windows: octombrie 2003;  pentru Mac: iunie 2004;  pentru mobil: mai 2005
Face parte din Microsoft Office pentru Windows 2003 și Microsoft Office pentru Mac 2004 . Inovațiile includ: instrumente vizibile pentru prezentator în timpul prezentării de diapozitive (note, miniaturi, ceas, re-comandă și editează diapozitive), „Pachet pentru CD” pentru a scrie aplicația de prezentare și vizualizare pe CD.  „Microsoft Producer for PowerPoint 2003” a fost un plug-in gratuit de la Microsoft, care utilizează o cameră video, „care creează prezentări de pagini web, cu narațiunea capului vorbitor, coordonată și sincronizată cu prezentarea PowerPoint existentă” pentru livrare pe web .  Software-ul Genigraphics pentru a trimite o prezentare pentru imagistică ca diapozitive de 35 mm a fost eliminat din această versiune.
Cerințe de sistem: (Windows) Pentium 233Mhz +, Windows 2000 cu SP3 sau o versiune ulterioară, 128 MB RAM.  (Mac) Power Mac G3 sau o versiune superioară, OS X 10.2.8 sau o versiune ulterioară, 256 MB RAM.
PowerPoint 12.0
Pentru Windows: ianuarie 2007;  pentru mobil: septembrie 2007;  pentru Mac: ianuarie 2008
Face parte din Microsoft Office pentru Windows 2007 și Microsoft Office pentru Mac 2008 . Inovații incluse: o nouă interfață cu utilizatorul („Office Fluent”) care folosește o „panglică” schimbătoare de instrumente în partea de sus pentru a înlocui meniurile și barele de instrumente, grafica SmartArt, multe îmbunătățiri grafice în text și desen, „Vizualizare prezentator” îmbunătățită (din 2003), formate de diapozitive cu ecran lat. „Expertul de conținut automat” a fost eliminat din această versiune.
O schimbare majoră în PowerPoint 2007 a fost de la un format de fișier binar, utilizat din 1997 până în 2003, la un nou format de fișier XML care a evoluat peste alte versiuni.
Cerințe de sistem: (Windows) Procesor de 500 MHz sau mai mare, Windows XP cu SP2 sau o versiune ulterioară, 256 MB RAM.  (Mac) Procesor de 500 MHz sau mai mare, MacOS X 10.4.9 sau o versiune ulterioară, 512 MB RAM.
PowerPoint 14.0
Pentru Windows: iunie 2010;  pentru web: iunie 2010;  pentru mobil: iunie 2010;  pentru Mac: noiembrie 2010,  pentru Symbian: aprilie 2012
Face parte din Microsoft Office pentru Windows 2010 și Microsoft Office pentru Mac 2011 . Inovații incluse: interfață pentru un singur document (SDI), secțiuni în cadrul prezentărilor, vizualizarea citirii, reproiectarea funcțiilor „Backstage” (în meniul Fișier), salvare ca video, inserare video de pe web, încorporare video și audio, editare îmbunătățită pentru video și imagini , difuzează prezentarea de diapozitive.
Cerințe de sistem: (Windows) Procesor de 500 MHz sau mai mare, Windows XP cu SP3 sau o versiune ulterioară, 256 MB RAM, 512 MB RAM recomandat pentru video.  Procesor Intel (Mac), Mac OS X 10.5.8 sau o versiune ulterioară, 1 GB RAM.
PowerPoint 15.0
Pentru web: octombrie 2012;  pentru mobil: noiembrie 2012;  pentru Windows RT: noiembrie 2012;  pentru Windows: ianuarie 2013;  pentru iPhone: iunie 2013;  pentru Android: iulie 2013;  pentru web: februarie 2014;  pentru iPad: martie 2014;  pentru iOS: noiembrie 2014;  pentru Mac: iulie 2015
Face parte din Microsoft Office pentru Windows 2013 și Microsoft Office pentru Mac 2016 . Inovații incluse: Schimbați forma implicită a diapozitivului la raportul de aspect 16: 9, colaborarea online de mai mulți autori, interfața utilizatorului reproiectată pentru ecrane multi-touch, audio, video, animații și tranziții îmbunătățite, modificări suplimentare la Vizualizarea prezentatorului. Colecțiile de clipart (și instrumentul de inserare) au fost eliminate, dar disponibile online.  
Cerințe de sistem: (Windows) Procesor de 1 GHz sau mai rapid, procesor x86 sau x64 biți cu set de instrucțiuni SSE2, Windows 7 sau o versiune ulterioară, 1 GB RAM (32 biți), 2 GB RAM (64 biți).  (Mac) Procesor Intel, Mac OS X 10.10 sau o versiune ulterioară, 4 GB RAM.
PowerPoint 16.0
Pentru Android: iunie 2015;  pentru mobil: iulie 2015;  pentru iOS: iulie 2015;  pentru Windows: septembrie 2015;  și Windows Store: ianuarie 2018
Parte a Microsoft Office pentru Windows 2016 . Inovații incluse: „Spune-mi” să caut controale de program, panoul „PowerPoint Designer”, tranziție Morph, colaborare în timp real, „Zoom” la diapozitive sau secțiuni din prezentarea de diapozitive,  și „Translator de prezentare” pentru traducere în timp real a cuvintelor rostite de un prezentator către subtitrări pe ecran în oricare din peste 60 de limbi, sistemul analizând textul prezentării PowerPoint ca context pentru a spori acuratețea și relevanța traducerilor.  
Cerințe de sistem: (Windows) Procesor de 1 GHz sau mai rapid, procesor x86 sau x64 biți cu set de instrucțiuni SSE2, Windows 7 cu SP 1 sau o versiune ulterioară, 2 GB RAM.

## Formate de fișiere PowerPoint
- .ppt
- .pptx